# Касторенский район
Касто́ренский райо́н — административно-территориальная единица (район) и муниципальное образование (муниципальный район) на востоке Курской области России.
Административный центр — посёлок городского типа Касторное.

## География
Касторенкий район расположен на востоке Курской области. Граничит на севере с Воловским районом Липецкой области, на востоке с Семилукским районом и Нижнедевицким районом Воронежской области, на юге с Горшеченским, на западе — с Советским районами Курской области.
Площадь — 1225 км², что составляет 4.1% территории области
Касторенский район расположен на территории Среднерусской возвышенности. Поверхность представляет возвышенное плато,изрезанное оврагами и речными долинами.
Реки
Реки района мелководные и относятся к бассейну Дона.
- Олым — 55 км
- Олымчик — 39 км
- Вшивка — 25 км
- Кастора — 16 км
- Ведуга — 10 км[2]
- Рудка
- Бычок
- Грайворонка

### Климат
Климат Касторенского района, как и всех районов Курской области, умеренно континентальный с четко выраженными сезонами года. Характеризуется теплым летом, умеренно холодной с устойчивым снежным покровом зимой и хорошо выраженными, но менее длительными переходными периодами –весной и осенью.
Средняя годовая температура воздуха +5,1 °C, минимальная -37 °C, максимальная +41 °C. Среднегодовое количество осадков 547 мм, максимальное в июле -72 мм.

## История
До конца XVI века земли района относились к т.н. «Дикому полю». С 1708 года они входили в состав Азовской губернии Российского государства, а в 1725 году вошли в состав Землянского уезда Воронежской губернии.
Касторенский район был образован 30 июня 1928 года в составе Центрально-Чернозёмной области РСФСР. 16 сентября 1929 года район входит в Старооскольский округ Воронежской области. 
В 1931 году район был упразднён. 13 июня 1934 года из Землянского района Воронежской области был вновь создан Касторенский район в составе новообразованной Курской области.
С июля 1942 по февраль 1943 г. около посёлка Новодворский размещался пересыльный лагерь DULAG-231. Здесь немецко-фашистскими захватчиками были уничтожены более семи тысяч человек.
6 января 1954 года Касторенский район был выделен из Старооскольского района (который был введён в вновь образованную Белгородскую область) и остался в составе Курской области.
1 февраля 1963 года Касторенский район был объединён с Советским. 3 января 1964 года район был восстановлен в прежних границах. В современных границах Касторенский район утверждён 27 января 1967 года.

## Население
| 2002    | 2004    | 2007    | 2009    | 2010    | 2011    | 2012    | 2013    | 2014    |
| ------- | ------- | ------- | ------- | ------- | ------- | ------- | ------- | ------- |
| 24 237  | ↘23 300 | ↘20 534 | ↘19 904 | ↘18 195 | ↘18 027 | ↘17 293 | ↘16 659 | ↘16 263 |
| 2015    | 2016    | 2017    | 2018    | 2019    | 2020    | 2021    |         |         |
| ↘15 826 | ↘15 587 | ↘15 218 | ↘14 877 | ↘14 485 | ↘14 259 | ↗14 333 |         |         |

### Урбанизация
Городское население (рабочие посёлки (пгт) Касторное, Новокасторное и Олымский) составляет  51,01 % от всего населения района.

### Национальный состав
По итогам переписи населения 2020 года проживали следующие национальности (национальности менее 0,1 % и другое, см. в сноске к строке «Другие»):
| Национальность | Численность, чел. | Доля     |
| -------------- | ----------------- | -------- |
| Русские        | 13 834            | 96,52 %  |
| Армяне         | 195               | 1,36 %   |
| Турки          | 90                | 0,63 %   |
| Украинцы       | 41                | 0,29 %   |
| Азербайджанцы  | 16                | 0,11 %   |
| Другие         | 157               | 1,09 %   |
| Итого          | 14 333            | 100,00 % |

## Административное деление
Касторенский район как административно-территориальная единица включает 21 сельсовет и 3 рабочих посёлка.
В рамках организации местного самоуправления в муниципальный район входят 16 муниципальных образований, в том числе 3 городских и 13 сельских поселений:
| №        | Муниципальное образование     | Административный центр        | Количество населённых пунктов | Население (чел.) | Площадь (км²) |
| -------- | ----------------------------- | ----------------------------- | ----------------------------- | ---------------- | ------------- |
| 1e-06    | Городские поселения:          |                               |                               |                  |               |
| 1        | посёлок Касторное             | рабочий посёлок Касторное     | 1                             | ↗3461            | 5,12          |
| 2        | посёлок Новокасторное         | рабочий посёлок Новокасторное | 1                             | ↘1594            | 5,00          |
| 3        | посёлок Олымский              | рабочий посёлок Олымский      | 1                             | ↗2256            | 4,73          |
| 3.000002 | Сельские поселения:           |                               |                               |                  |               |
| 4        | Алексеевский сельсовет        | посёлок Александровский       | 6                             | ↗681             | 100,84        |
| 5        | Андреевский сельсовет         | деревня Андреевка             | 10                            | ↘356             | 86,61         |
| 6        | Верхнеграйворонский сельсовет | село Верхняя Грайворонка      | 1                             | ↗377             | 61,37         |
| 7        | Егорьевский сельсовет         | деревня Егорьевка             | 6                             | ↗426             | 82,14         |
| 8        | Жерновецкий сельсовет         | село Жерновец                 | 2                             | ↗421             | 69,30         |
| 9        | Котовский сельсовет           | село Котовка                  | 6                             | ↗806             | 70,05         |
| 10       | Краснодолинский сельсовет     | село Красная Долина           | 17                            | ↘910             | 177,50        |
| 11       | Краснознаменский сельсовет    | село Олым                     | 8                             | ↘546             | 82,65         |
| 12       | Лачиновский сельсовет         | посёлок Лачиново              | 4                             | ↗480             | 56,20         |
| 13       | Ленинский сельсовет           | посёлок Ленинский             | 5                             | ↘561             | 56,64         |
| 14       | Ореховский сельсовет          | село Орехово                  | 11                            | ↘685             | 163,47        |
| 15       | Семёновский сельсовет         | село Семёновка                | 16                            | ↘384             | 124,60        |
| 16       | Успенский сельсовет           | село Успенка                  | 9                             | ↗389             | 79,10         |

В ходе муниципальной реформы 2006 года в составе новообразованного муниципального района законом Курской области от 21 октября 2004 года были созданы 24 муниципальных образования, в том числе 3 городских поселения (в рамках рабочих посёлков) и 21 сельское поселение (в границах сельсоветов).
Законом Курской области от 26 апреля 2010 года был упразднён ряд сельских поселений: Мелавский и Верхотопенский сельсоветы (включены в Семёновский сельсовет); Вознесеновский сельсовет (включён в Егорьевский сельсовет); Цветоченский сельсовет (включён в Андреевский сельсовет, с апреля до декабря 2010 года ― Ольховатский сельсовет); Погожевский сельсовет (включён в Котовский сельсовет, с апреля до декабря 2010 года ― Благодатенский сельсовет); Горяиновский сельсовет (включён в Ореховский сельсовет); Азаровский и Бычковский сельсоветы (включены в Краснодолинский сельсовет). Соответствующие сельсоветы как административно-территориальные единицы упразднены не были.

## Населённые пункты
В Касторенском районе 104 населённых пункта, в том числе три городских населённых пункта (рабочих посёлка) и 101 сельский населённый пункт.
| №   | Населённый пункт     | Тип              | Население | Муниципальное образование     |
| --- | -------------------- | ---------------- | --------- | ----------------------------- |
| 1   | Агарчик              | деревня          | ↘0        | Семёновский сельсовет         |
| 2   | Азарово              | деревня          | ↘7        | Краснодолинский сельсовет     |
| 3   | Александровский      | посёлок          | ↘269      | Алексеевский сельсовет        |
| 4   | Алексеевка           | село             | ↘156      | Алексеевский сельсовет        |
| 5   | Алексеевка           | деревня          | ↘30       | Краснодолинский сельсовет     |
| 6   | Андреевка            | деревня          | ↘190      | Андреевский сельсовет         |
| 7   | Белогорье            | посёлок          | ↘114      | Котовский сельсовет           |
| 8   | Благодать            | деревня          | ↘166      | Котовский сельсовет           |
| 9   | Братская Бочаровка   | деревня          | ↘26       | Краснодолинский сельсовет     |
| 10  | Братское Объединение | деревня          | ↘22       | Краснодолинский сельсовет     |
| 11  | Бунино               | деревня          | ↘61       | Успенский сельсовет           |
| 12  | Бухловка             | деревня          | ↘6        | Андреевский сельсовет         |
| 13  | Бычок                | село             | ↘268      | Краснодолинский сельсовет     |
| 14  | Васильевка           | село             | ↘41       | Краснознаменский сельсовет    |
| 15  | Васильевский         | посёлок          | ↘50       | Краснознаменский сельсовет    |
| 16  | Верхняя Грайворонка  | село             | ↗377      | Верхнеграйворонский сельсовет |
| 17  | Верхотопье           | село             | ↘157      | Семёновский сельсовет         |
| 18  | Владимировка         | село             | ↘1        | Ореховский сельсовет          |
| 19  | Вознесеновка         | село             | ↘239      | Егорьевский сельсовет         |
| 20  | Волжанчик            | хутор            | ↘7        | Семёновский сельсовет         |
| 21  | Гвоздевка            | деревня          | ↘73       | Краснознаменский сельсовет    |
| 22  | Горяиново            | село             | ↘179      | Ореховский сельсовет          |
| 23  | Гудовка              | деревня          | ↘17       | Котовский сельсовет           |
| 24  | Дальний Нарезной     | хутор            | ↘0        | Семёновский сельсовет         |
| 25  | Дмитриевка           | хутор            | ↘27       | Краснодолинский сельсовет     |
| 26  | Долгуша              | деревня          | ↘79       | Семёновский сельсовет         |
| 27  | Евгеньевка           | село             | ↘63       | Краснодолинский сельсовет     |
| 28  | Евграфовка           | село             | ↘31       | Алексеевский сельсовет        |
| 29  | Егорьевка            | деревня          | ↘258      | Егорьевский сельсовет         |
| 30  | Жерновец             | село             | ↘472      | Жерновецкий сельсовет         |
| 31  | Заверх               | хутор            | ↘24       | Ореховский сельсовет          |
| 32  | Знамя-Архангельская  | деревня          | ↘16       | Андреевский сельсовет         |
| 33  | Знамя-Колтовская     | деревня          | ↘137      | Ленинский сельсовет           |
| 34  | Зубахин              | хутор            | ↘18       | Семёновский сельсовет         |
| 35  | Касторное            | рабочий посёлок  | ↗3461     | посёлок Касторное             |
| 36  | Качановка            | деревня          | ↘13       | Краснознаменский сельсовет    |
| 37  | Колганчик            | деревня          | ↘17       | Семёновский сельсовет         |
| 38  | Котовка              | село             | ↘418      | Котовский сельсовет           |
| 39  | Красная Долина       | село             | ↗335      | Краснодолинский сельсовет     |
| 40  | Краснознаменка       | деревня          | ↘7        | Егорьевский сельсовет         |
| 41  | Красовские Участки   | деревня          | ↗17       | Егорьевский сельсовет         |
| 42  | Курбатов             | хутор            | ↘12       | Ореховский сельсовет          |
| 43  | Лачиново             | посёлок          | ↘476      | Лачиновский сельсовет         |
| 44  | Ленинский            | посёлок          | ↘364      | Ленинский сельсовет           |
| 45  | Лозовка              | деревня          | ↘157      | Котовский сельсовет           |
| 46  | Малая Гнилуша        | деревня          | ↘2        | Ореховский сельсовет          |
| 47  | Малая Троицкая       | деревня          | ↘1        | Семёновский сельсовет         |
| 48  | Малиновка            | деревня          | ↘16       | Семёновский сельсовет         |
| 49  | Марьино              | село             | ↘0        | Лачиновский сельсовет         |
| 50  | Матвеевка            | деревня          | ↘30       | Жерновецкий сельсовет         |
| 51  | Мелавка              | село             | ↘134      | Семёновский сельсовет         |
| 52  | Меркулов             | хутор            | ↘1        | Ореховский сельсовет          |
| 53  | Михайло-Хлюстино     | село             | ↘20       | Ленинский сельсовет           |
| 54  | Михнево              | село             | ↘48       | Ленинский сельсовет           |
| 55  | Нарезки              | хутор            | ↘8        | Семёновский сельсовет         |
| 56  | Николаевка           | село             | ↘33       | Краснознаменский сельсовет    |
| 57  | Никольские Дворики   | деревня          | →0        | Краснодолинский сельсовет     |
| 58  | Никольский           | хутор            | ↘154      | Алексеевский сельсовет        |
| 59  | Никольское           | село             | ↘30       | Алексеевский сельсовет        |
| 60  | Никольско-Ключевская | деревня          | ↘315      | Ленинский сельсовет           |
| 61  | Новодворский         | посёлок          | ↘330      | Краснодолинский сельсовет     |
| 62  | Новокасторное        | рабочий посёлок  | ↘1594     | посёлок Новокасторное         |
| 63  | Новотроицкая         | деревня          | ↘40       | Семёновский сельсовет         |
| 64  | Обуховка             | деревня          | ↘61       | Успенский сельсовет           |
| 65  | Озерки               | деревня          | ↘31       | Краснодолинский сельсовет     |
| 66  | Окоп                 | хутор            | ↘4        | Семёновский сельсовет         |
| 67  | Октябрь              | посёлок          | ↘9        | Успенский сельсовет           |
| 68  | Олым                 | село             | ↘341      | Краснознаменский сельсовет    |
| 69  | Олымский             | рабочий посёлок  | ↗2256     | посёлок Олымский              |
| 70  | Ольховатка           | деревня          | ↘30       | Андреевский сельсовет         |
| 71  | Ольховатка           | деревня          | ↘0        | Егорьевский сельсовет         |
| 72  | Орехово              | село             | ↘733      | Ореховский сельсовет          |
| 73  | Орлов                | хутор            | ↘0        | Ореховский сельсовет          |
| 74  | Петровка             | деревня          | ↘22       | Краснодолинский сельсовет     |
| 75  | Петровка             | деревня          | ↘57       | Краснознаменский сельсовет    |
| 76  | Петровка             | деревня          | ↘2        | Успенский сельсовет           |
| 77  | Плоское              | деревня          | ↘68       | Ореховский сельсовет          |
| 78  | Погожево             | село             | ↘136      | Котовский сельсовет           |
| 79  | Прокуророво          | посёлок разъезда | ↘12       | Андреевский сельсовет         |
| 80  | Раздолье             | село             | ↘181      | Алексеевский сельсовет        |
| 81  | Редкодуб             | хутор            | →0        | Ореховский сельсовет          |
| 82  | Резвый Колодезь      | хутор            | ↘8        | Семёновский сельсовет         |
| 83  | Рогатка              | хутор            | ↘16       | Ореховский сельсовет          |
| 84  | Рудка                | хутор            | ↘0        | Краснодолинский сельсовет     |
| 85  | Садовый              | посёлок          | ↘52       | Краснодолинский сельсовет     |
| 86  | Садовый              | хутор            | ↘0        | Семёновский сельсовет         |
| 87  | Семёновка            | село             | ↘166      | Семёновский сельсовет         |
| 88  | Семёновский          | посёлок          | ↘120      | Андреевский сельсовет         |
| 89  | Скакун               | деревня          | ↘5        | Андреевский сельсовет         |
| 90  | Слизневка            | деревня          | ↘37       | Андреевский сельсовет         |
| 91  | Спасовка             | деревня          | ↘27       | Краснодолинский сельсовет     |
| 92  | Сукмановка           | деревня          | ↘62       | Успенский сельсовет           |
| 93  | Суковкино            | деревня          | ↘163      | Краснознаменский сельсовет    |
| 94  | Успенка              | село             | ↘260      | Успенский сельсовет           |
| 95  | Успено-Раевка        | деревня          | ↘162      | Лачиновский сельсовет         |
| 96  | Цветочный            | посёлок          | ↘175      | Андреевский сельсовет         |
| 97  | 1-я Алексеевка       | деревня          | ↘61       | Краснодолинский сельсовет     |
| 98  | 1-я Вишняковка       | деревня          | ↘20       | Успенский сельсовет           |
| 99  | 2-е Никольское       | деревня          | ↘6        | Лачиновский сельсовет         |
| 100 | 2-я Алексеевка       | деревня          | ↘25       | Краснодолинский сельсовет     |
| 101 | 2-я Вишняковка       | деревня          | ↘14       | Успенский сельсовет           |
| 102 | 2-я Сергеевка        | деревня          | ↘3        | Егорьевский сельсовет         |
| 103 | 2-я Успенка          | село             | ↘20       | Успенский сельсовет           |
| 104 | 3-я Успенка          | деревня          | ↘13       | Андреевский сельсовет         |

## Археология
На территории Курской области в западных ее районах известны стоянки людей каменного века, известны также стоянки и на территории Воронежской области. Можно предположить, что и восточная  часть Курской области и, в том числе Касторенский район являлись местом заселения людей каменного века. В настоящее время стоянок относящихся к данному периоду в Касторенском районе не обнаружено. Но находка отшлифованного костяного ножа на берегу реки Олым в непосредственной близости от поселка Касторное свидетельствует о том, что человек каменного века здесь проживал. В музее Боевой славы Касторенской средней школы № 1 хранится фрагмент бивня мамонта найденный школьниками в одной из экспедиций в 1973 г. при исследовании одного из поселений на правом берегу реки Олым.
И все же надо сказать, что на территории Курской области в Касторенском районе наиболее известной находкой бронзовых орудий катакомбной культуры является клад литейщика, обнаруженный в 1891 г. у д. Скакун при добыче торфа на глубине около двух метров местными крестьянами. К данной находке относятся 3 каменных топора "колонтаевского" типа. Клад датируется эпохой средней бронзы и оставлен, по-видимому,населением срубной культуры. Также в 1973  было выявлено большое количество красиво орнаментированной керамики. А в 1990г. воронежскими археологами Ю.П. Матвеевым и Г.А. Левых у д. Азарова был раскопан меньший из трех курганов могильника, относящийся к погребению катакомбной культуры. В нем были найдены останки девочки-подростка  различными украшениями. Предметы позволили ученым приблизительно датировать захоронение XVII в. до н.э. и отнести его к среднедонскому варианту катакомбной культуры.

## СМИ
15 марта 1930 года вышел первый номер касторенской районной газеты под названием «Путь колхоза». За время печати газета сменила несколько имён: в 1930—1942 гг. и в марте 1943 — 1965 гг. — «Путь колхоза», в 1965—1991 гг.  — «Вперёд к коммунизму», с 1991 года — «Вести». С июля 1942 до  марта 1943 г. в период оккупации газета не выходила.

## Промышленность
- ОАО "Александровский конный завод №12". — с 1837 года
- Благодатенский стекольный завод. —  с конца XIX века до 1914 г.
- 1-й Олымский сахарный завод —  в 1899-1987 гг.
- Благодатенский кирпичный завод —  в 1932-2007 гг.
- 2-й Олымский сахарный завод —  с 1966 года
- Олымский молочноконсервный комбинат — с 1976 года
- Агрохолдинг «Агроинвест» (филиал ЗАО «Касторное-АгроИнвест»).
- Железнодорожные предприятия (рельсосварочный поезд, ПЧ,ШЧ).
- Нефтебаза —  с 2002 года
- Хлебоприёмное предприятие

## Ж/Д сообщение
- Через район проходят железнодорожные магистрали Москва — Донецк и Воронеж — Курск — Киев.
- Имеются три железнодорожные станции

1. Касторная-Курская  — с 1894 года
2. Касторная-Новая  — с 1936 года
3. Касторная-Восточная

## Достопримечательности
- Памятник Карлу Марксу (с.Красная Долина)
- Развалины усадьбы дворянина Алехина А.И, отца чемпиона мира по шахматам Александра Александровича Алехина,
- 17 курганных захоронений.
- Храм Успения Пресвятой Богородицы — православный храм Курской и Рыльской епархии.Построен в 1779 году. Расположен в пгт. Касторное
- Несколько родников.
- На здании (закрытого) вокзала Касторная-Восточная на лицевой стороне имеется мозаичный портрет С.М.Будённого (нуждающийся в реставрации).

## Известные уроженцы
- Евдоким Емельянович Лачинов  — русский офицер, декабрист,род.в селе Песковатка ныне Лачиново (1799—1875)
- Наркиз Николаевич Бунин — художник-баталист (1856-1912)
- Василий Алексеевич Сидоренко — участник Великой Отечественной войны,герой Советского Союза (1911—1978)
- Шенцов Николай Степанович — участник Великой Отечественной войны,герой Советского Союза (1911—1978)[28]
- Василий Михайлович Кубанёв —  советский поэт и журналист род.в с.Орехово (1921—1942)
- Фёдор Андреевич Башкиров - участник Великой Отечественной войны, Герой Советского Союза ( 1911-1977), д. Лозовка
- Николай Кириллович Мельников — участник Великой Отечественной войны, Герой Советского Союза (1922—1993)
- Владимир Григорьевич Гордейчев — поэт (1930—1995)
- Александр Иванович Артеменко — заслуженный химик РФ, член-корреспондент РАЕН (1935)
- Виктор Семёнович Оськин  — род.в д.Успено-Раевка. Офицер Российской Армии, военный лётчик первого класса, один из первых в России и первый человек в истории российской Дальней авиации, удостоенный звания Героя Российской Федерации (1952—1992)
- Александр Николаевич Вориводин — рядовой гвардии,погиб выполняя боевое задание в республике Чечня,награждён орденом мужества "посмертно" (1981—2000)
- Николай Анатольевич Осипов— заслуженный мастер спорта Советского Союза
- Владимир Иванович Тимошенко — полковник советской армии, участник Великой Отечественной войны, герой Советского Союза (1922—2001)